# Julien-Joseph Virey
Julien-Joseph Virey (Langres, 1775 — 1846) foi um naturalista e antropólogo francês.